# Steve Gibbons
Steve Gibbons (Harborne (Birmingham), 13 juli 1941) is een Britse rockzanger-gitarist, songwriter en orkestleider.

## Carrière
Steve Gibbons voltooide een opleiding tot loodgieter in Harborne. Vanaf 1960 was hij lid van de plaatselijke r&b-band The Dominettes als zanger-gitarist. In 1963 werd de bandnaam gewijzigd in The Uglys. In 1965 brachten ze bij de single Wake Up My Mind uit bij Pye Records, een eigen compositie van Gibbons en zijn bandcollega's Burnet en Holden. Verdere singles volgden in de periode 1965 tot 1967, waaronder It's Alright, waarmee de band ook optrad in het tv-programma Ready Steady Go! en End of the Season, de coverversie van een song van Ray Davies van The Kinks. Geen van deze singles kon zich echter plaatsen in de Britse hitlijsten.
De bezetting van The Uglys wisselde voortdurend. Enkele vertrekkende leden speelden later bij aanzienlijk bekendere bands (Dave Pegg bij Fairport Convention, Jimmy O'Neil bij The Mindbenders en Richard Tandy bij het Electric Light Orchestra.
In 1968 formeerde Gibbons de nieuwe band Balls, met de leden Trevor Burton (gitaar), Denny Laine (zang, gitaar, voorheen Moody Blues, later The Wings) en de vroegere drummer van The Uglys Keith Smart. In 1971 verliet Gibbons, die intussen zijn eerste soloalbum had opgenomen, de band en vervoegde zich bij de band The Idle Race, waaruit spoedig de Steve Gibbons Band ontstond.
In 1975 belastte Peter Meaden, de toenmalige manager van The Who, zich met het management van de Steve Gibbons Band. Dientengevolge bracht de band in hetzelfde jaar het eerste album Any Road Up uit voor Polydor en ging deze in 1976 als voorband op tournee met The Who in het Verenigd Koninkrijk, Europa en de Verenigde Staten. Hierbij traden ze bij verschillende evenementen samen op met Little Feat, Lynyrd Skynyrd, Electric Light Orchestra, The J. Geils Band en Nils Lofgren. Het vervolgalbum Rollin' On bevatte met het klassieke rock-'n-roll-nummer Tulane ook de meest verkochte single van de band.
Na drie verdere albums voor Polydor en verdere mutaties bracht de band het album Saints & Sinners (1981) uit bij RCA Records. Vervolgens toerde de band als eerste westerse rockband door de DDR. Een verder hoogtepunt in hun carrière was het optreden bij het Birmingham Heart Beat Charity Concert in 1986, waarbij ook George Harrison speelde.
De huidige bezetting van de Steve Gibbons Band bestaat uit Steve Gibbons (zang, gitaar, harp), Phil Bond (piano, accordeon), Brendan Day (drums), John Caswell (basgitaar) en Howard Gregory (gitaar, viool).
Behalve met zijn eigen band treedt Gibbons ook bij tijd en wijle op met de tijdens de jaren 1990 opgerichte band The Dylan Project. Dit trio speelt hoofdzakelijk coverversies van Bob Dylan.

## Zijn muziek
Terwijl Gibbons met zijn beginformaties, conform de toenmalige tijdsgeest, ook psychedelische muziek in een soortgelijke stijl als veel vroege nummers van Status Quo (Pictures of Matchstick Men) speelde, wisselde hij later naar de klassieke rock-'n-roll, die in het bijzonder de invloed van Chuck Berry niet kon verloochenen, en gevoelige balladen. Tijdens de laatste jaren verruimt hij tijdens zijn liveoptredens zijn muzikale eindbasis in toenemende mate. Naast elementen van de blues en de rock-'n-roll bevinden zich in zijn interpretaties nu ook elementen uit country, rockabilly, r&b, bebop en tex-mex. Ook bouwde hij in zijn eigen songs vaak citaten in uit de rockgeschiedenis, van The Beatles via Jimi Hendrix tot de punk. Een bijzonder handelsmerk zijn zijn met Britse humor voorgedragen inleidingen en verhalen tijdens zijn songs. Qua stem komt Gibbons in de buurt van Bob Dylan. Ook werd hij wel gekenmerkt als de Britse Bob Seger.
Veel van zijn songs vertellen verhalen uit het leven van de Britse arbeidersklasse tijdens de jaren na de Tweede Wereldoorlog. Veel voorkomende thema's zijn bovendien motoren en de muziek en het leven als muzikant (He gave his live for Rock 'n' Roll, British Rock 'n' Roll, Let there be Bebop).

## Steve Gibbons en Duitsland
De carrière van Steve Gibbons betoont talrijke relaties met Duitsland. Tijdens de jaren 1960 trad hij vaak op in legerclubs in het gebied van de voormalige Britse bezettingszone, in het bijzonder in Münster. In 1979 had hij op het Neurenbergse zeppelinveld in het voorprogramma van The Who zijn wel grootste optreden met meer dan 40.000 toeschouwers. Twee jaar later trad hij op in het Rockpalast van de WDR en toerde hij in 1982 en 1983, lang voor de optredens van Bob Dylan en Bruce Springsteen, als eerste westelijke rockmuzikant door de DDR. In 2009 ten slotte nam hij zijn tweede live-dvd op bij een clubconcert in de kofferfabriek van Fürth.

## Discografie (alleen Steve Gibbons Band)

### Studioalbums
- 1971: Short Stories
- 1976: Any Road Up
- 1977: Rollin' On
- 1978: Down In The Bunker
- 1981: Street Parade
- 1981: Saints And Sinners
- 1988: Maintaining Radio Silence
- 1993: Birmingham To Memphis
- 1996: Stained Glass

### Livealbums
- 1977: Caught In The Act
- 1986: On The Loose
- 1990: Ridin' Out The Dark
- 2011: Steve Gibbons-Live at Rockpalast (opgenomen in 1981)

- Gemeinsame Normdatei: 134824547
- International Standard Name Identifier: 0000 0000 5551 0535
- Library of Congress Control Number: n94100092
- MusicBrainz: 21ec2e6e-29df-4ea1-a745-d6d7166f20e1
- Virtual International Authority File: 26298422